# Roxen
Roxen ist ein See in der schwedischen Provinz Östergötlands län nördlich von Linköping.

## Lage

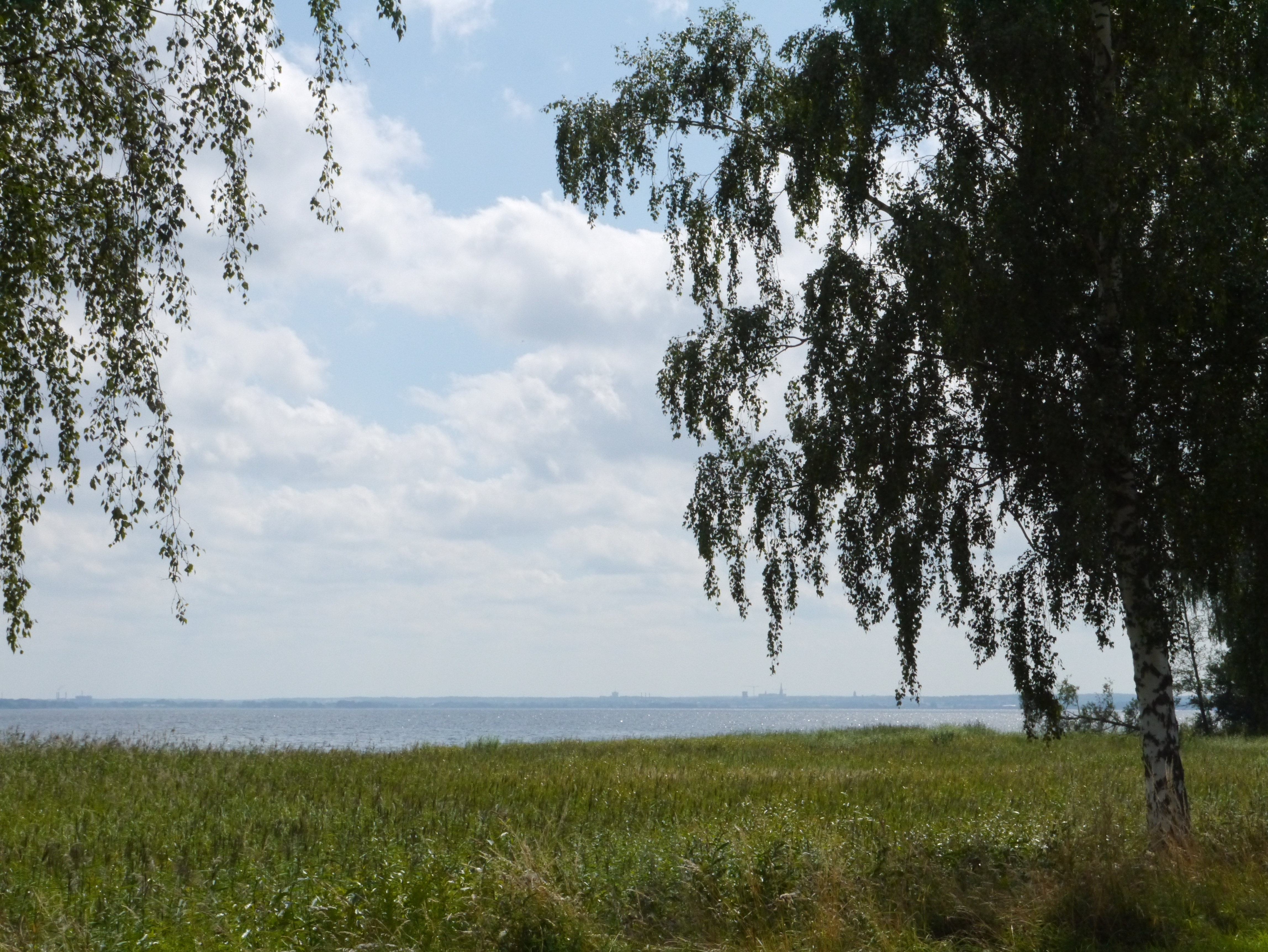
Blick über den Westteil des Roxen von Stjärnorp nach Linköping

Der See liegt 33 Meter über dem Meeresspiegel und hat eine Fläche von 95 km². Es ist ein typischer, nahrungsreicher Flachlandsee, was sich in einer reichen Vogelwelt widerspiegelt. Durch die geringe Tiefe des Sees, die bei maximal acht Metern liegt, ergeben sich bei starkem Wind kurze und hohe Wellen. 
Im Westen ist der See etwa 6 km breit und nimmt dort die Flüsse Motala ström, Svartån und Stångån (Kinda-Kanal) auf. Südlich des Motala Ström bei Berg führt der Göta-Kanal über neun Schleusen (Bergs slussar) und insgesamt 40 Höhenmeter in den Roxen. Im Osten verringert sich die Breite des Sees zu einer langen, schmalen Bucht, an deren Ende sich der Motala Ström, der hier den weiteren Verlauf des Göta-Kanals darstellt, zum See Glan fortsetzt.
Der Westteil des Sees bildet das Ramsar-Gebiet Västra Roxen (Gebietscode 3SE051).